# Offenbach-Bieberer Berg
Bieberer Berg ist ein Stadtteil der südhessischen Großstadt Offenbach am Main. Er ist neben elf weiteren Stadtteilen im Juli 2019 aus dem bis dahin stadtteilfreien Bereich gebildet worden.
In diesem Stadtteil lebten im Juni 2020 rund 2200 Menschen.

## Lage
Bieberer Berg liegt im Osten von Offenbach. Im Norden grenzt es an die Ortslage An den Eichen des Stadtteils Waldheim sowie Offenbach-Ost. Westlich liegt Buchhügel, südlich Tempelsee. Nach Südosten schließt sich Bieber an. An seiner östlichen Seite grenzt der Stadtteil an Mühlheim am Main an.

## Infrastruktur
In West-Ost-Richtung durchquert die Bundesstraße 448 Bieberer Berg und verbindet den Stadtteil mit Obertshausen und der BAB 3, wodurch das Quartier an das Fernstraßennetz angebunden ist. Bieberer Berg wird im Öffentlichen Personennahverkehr von Stadtbuslinien der Offenbacher Verkehrs-Betriebe erschlossen. Die Trasse der Rodgaubahn verläuft ebenfalls hier, hat jedoch keinen Haltepunkt.
Durch das Viertel führte die Industriebahn Offenbach. Letztmals 1993 genutzt, ist die Anlage fast vollständig abgebaut. Die Strecke wurde 1996 zur schnellen und sicheren Stadtteilverbindung für Radfahrer umgebaut und ist als Industriebahnweg Teil der Route für Industriekultur in Offenbach.